# Каратауский заповедник
Карата́уский госуда́рственный приро́дный запове́дник (каз. Қарата́у мемлекетті́к табиғи́ қорығы́) организован согласно постановлению Правительства Республики Казахстан от 1 марта 2004 года № 249 «О создании государственного учреждения „Каратауский государственный природный заповедник“ Комитета лесного и охотничьего хозяйства Министерства сельского хозяйства Республики Казахстан». Заповедник имеет статус юридического лица в форме государственного учреждения. Уполномоченным органом заповедника является Комитет лесного хозяйства и животного мира Министерства экологии, геологии и природных ресурсов Республики Казахстан. 
Каратауский заповедник является самым молодым заповедником в Республике Казахстан. Основной целью создания заповедника - это изучение и сохранение численности флоры и фауны каратауского архара. На территории заповедника был создан музей этнографии и выставляются макеты млекопитающих, проживающих на хребте Каратау. 

## Месторасположение
Каратауский заповедник расположен в центральной части хребта Каратау, который является ответвлением северо-западных дуг Тянь-Шаня на территории Туркестанской области. Граничит с пустынями Мойынкум, Кызылкум, Бетпак-Дала. Площадь заповедника занимает 34 300 га. Хребет имеет асимметричное строение. Юго-западный склон его широкий и сравнительно-пологий. Северо-восточный и северный склоны отличаются значительной крутизной. Наивысшая точка хребта — гора Мынжилки — верховья Бессаз с отметкой 2 176 м. Склоны хребта расчленены глубокими долинами многочисленных рек и временными водотоками, имеющих почти всюду сезонный поверхностный сток. Сравнительно крупные реки — Баялдыр, Биресик, Хантаги, Талдыбулак. Ни одна из них не доносит свои воды до главной водной артерии реки Сырдарья, теряя сток у подножия склонов . Площадь охранной зоны составляет 17 490 га. Протяженность территории заповедника в меридиональном направлении составляет 28,3 км, в широтном направлении — 23,6 км. Центральная усадьба находится в городе Кентау, в 40 км от города Туркестан с железнодорожной станцией. Эти города связаны автомагистралью. Ближайшее расстояние от центральной усадьбы до территории заповедника — 17 км.

## Флора и фауна
Животный мир заповедной территории, как и в целом хребта Каратау, за последнее столетие претерпел существенные изменения. В этот период здесь были уничтожены тяньшанский бурый медведь и снежный барс, а многие промысловые виды (кабан, косуля, архар, заяц-толай и др.) стали чрезвычайно редкими.
На территории Каратауского заповедника встречаются 3 вида млекопитающих, которые занесены в Красную Книгу РК: каратауский архар, индийский дикобраз и каменная куница. Орнитофауна содержит 118 видов. Из числа редких, ареал которых сокращается, и находятся под угрозой исчезновения 12 видов птиц занесены в Красную книгу Казахстана (1996 г.): белый аист, чёрный аист, змееяд, орёл-карлик, степной орёл, беркут, бородач, стервятник, балобан, красавка, джек, филин.
На сегодняшний день энтомофауна содержит более 152 вида, из числа редких насекомых 2 вида являются эндемиками Каратау и Средней Азии, 1 вид реликтовый, 8 занесены в Красную Книгу СССР (1984 г.) и Красную Книгу Казахстана.
Флора Каратауского хребта на всем протяжении содержит более 1 600 видов высших сосудистых растений. Малоизученной остается флора низших и высших споровых растений. По числу эндемичных видов Сырдарьинский Каратау занимает ведущее место во флоре Казахстана. На территории созданного заповедника предположительно произрастает 600—700 видов, из которых по данным ученых 76 видов относятся к эндемикам. За последнее десятилетие имеются сведения о 65 эндемах, местонахождения многих из них, по последним научным сведениям из мест первичного сбора исследователей, не было обнаружено.